# Vångagranit

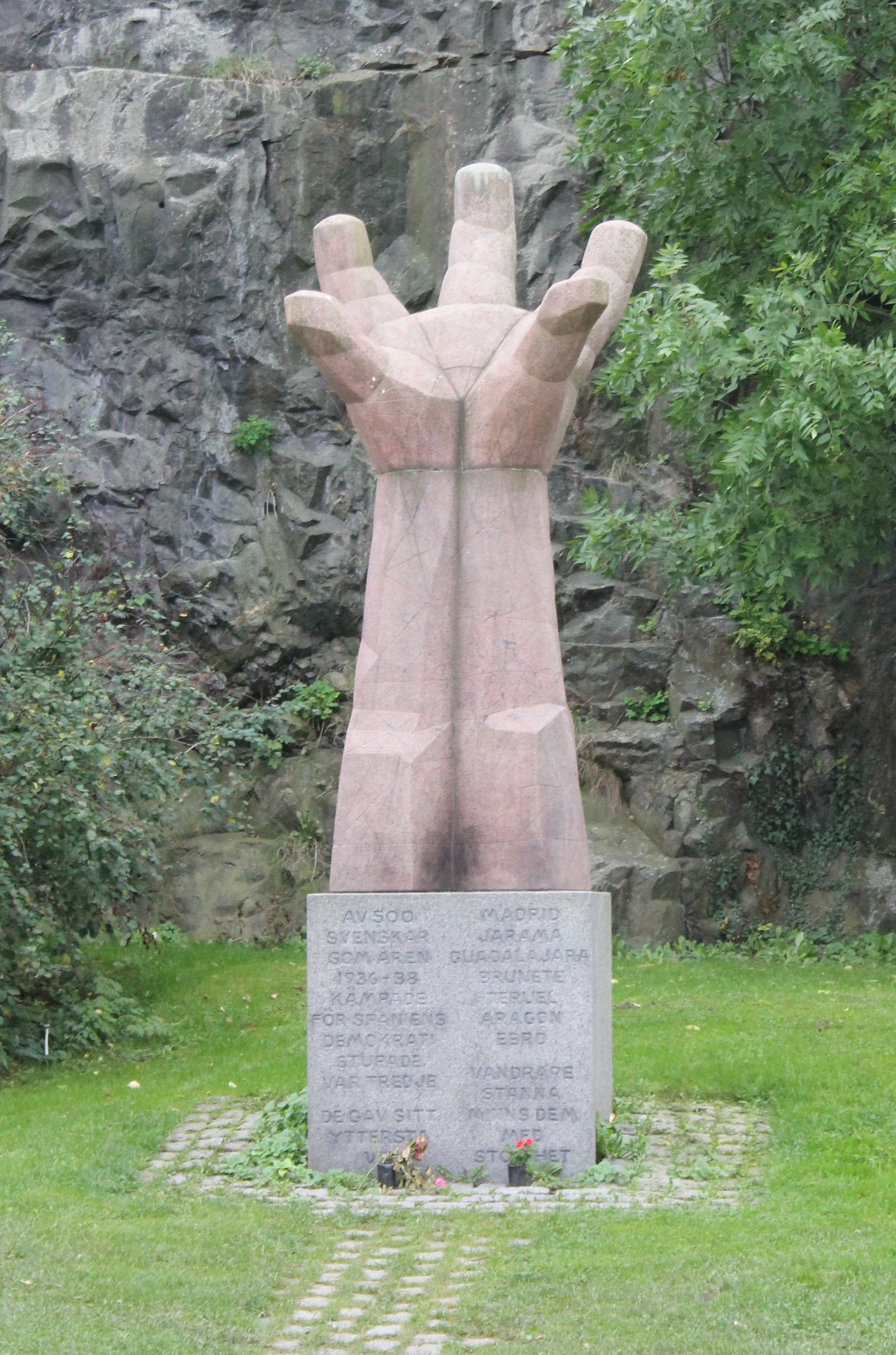
La Mano

 av Liss Eriksson, Katarinavägen i Stockholm

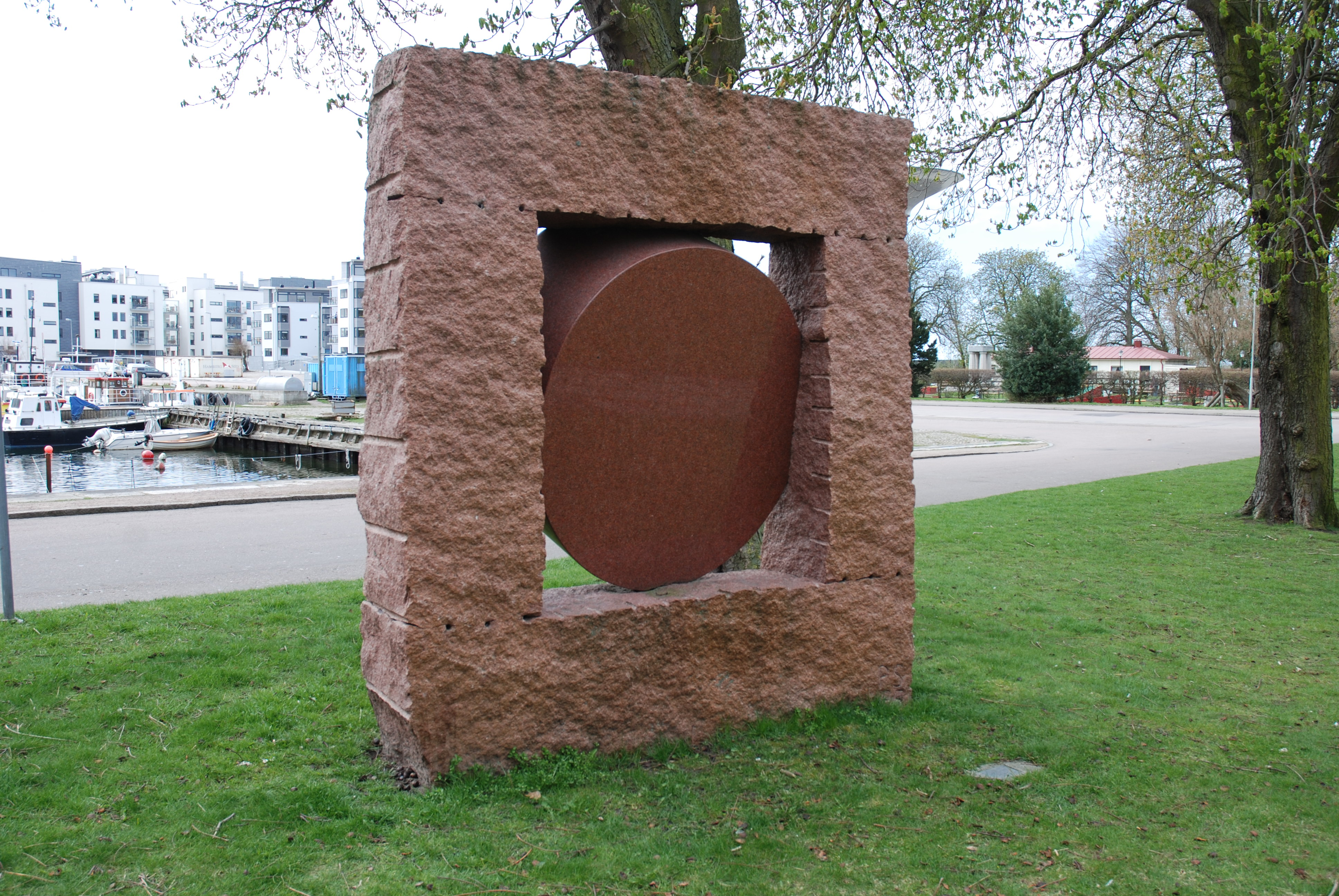
Vattenhjul av Pål Svensson, Kaptensgårdens skulpturpark vid Landskrona Konsthall

Vångagranit eller Oppmannagranit är en röd granit som finns i de tre gamla stenbrotten i Gullyckeskär två kilometer från Oppmanna mot Vånga i Skåne.